# Зизикский, Али бек Гарун бек оглы
Али бек Гарун бек оглы Зизикский (ноябрь 1876 — 18 сентября 1929) — один из активных участников национально-освободительного движения в Азербайджане, азербайджанский военный и общественный деятель в период существования Азербайджанской Демократической Республики, член Азербайджанского Парламента, входивший в партию «Иттихад».

## Биография

### Ранняя биография
Али бек Зизикский родился в ноябре 1876 года в селении Зизик Кубинского уезда. В некоторых публикациях годом рождения ошибочно называется 1878 год. Причина ошибки заключается в том, что, по утверждению некоторых историков, он был расстрелян 1928 году в возрасте 50 лет. Хотя по архивным документам датой рождения сам Али бек называл — ноябрь 1876 года (в возрасте 50 лет в 1926 году он был арестован).
В службу вступил 9 августа 1893 года юнкером рядового звания в Московское пехотное юнкерское училище. Выпущен подпоручиком 12 августа 1895 года. Поручик с 12 августа 1899 года. Служил в 24-м пехотном Сибирском полку. 22 декабря 1903 года произведён в штабс-капитаны. C 22 декабря 1907 года — капитан. 6 декабря 1908 года был награждён орденом Св. Станислава 3-й степени.
С 1913 по 1917 год Али бек Зизикский служил начальником полицейской стражи Кубинского уезда.

### Общественная и военная деятельность в период с 1917 — по 1920 гг.
После Февральской революции 1917 года Временное правительство России для сохранения контроля над Закавказьем в марте 1917 года создало Особый Закавказский Комитет (ОЗАКОМ). 7 марта 1917 года Комиссаром уезда ОЗАКОМом был назначен Али бек Зизикский, с сохранением должности начальника полицейской стражи.
По ходатайству Али бека Зизикского заместителями комиссара стали Мир Джафар Багиров и Гази Ахмед бек Мамедбеков. В марте того же 1917 года в Кубе был создан совет рабочих, крестьянских и матросских депутатов и опять же по рекомендации Али бека Зизикского его председателем стал Газанфар Махмуд оглу Мусабеков.
После Октябрьской революции 1917 года Али бек Зизикский всячески препятствовал переходу Кубинского уезда под контроль Бакинского Совета.
11 ноября 1917 года Али бек Зизикский представлял Кубинский уезд на совещании ОЗАКОМа, собранном в Тифлисе (Тбилиси). Сразу по возвращении оттуда он стал создавать в уезде отряд самообороны. Также, в качестве инструкторов, были привлечены турецкие офицеры, сбежавшие из российского плена — Исмаил Эфенди и Ахмед Беди Тринич.
Благодаря функционированию сил самообороны удавалось контролировать ситуацию в уезде и при необходимости силами это отряда подавлять какие-либо противозаконные действия отдельных вооруженных групп. Одна из таких вооруженных операций была проведена в январе 1918 года Так, в период с осени 1917 по январь 1918 гг. в уезде стали образовываться вооруженные отряды из возвращающихся с фронта солдат, которые занимались грабежом и разгромом помещичьих усадеб. За короткое время силам самообороны под руководством Али бека удалось на станции Хачмаз разоружить большую группу мародеров.
В последние дни марта 1918 года Бакинский Совет под лозунгом борьбы с контрреволюционными элементами начал крупномасштабную вооруженную акцию против мирного мусульманского населения Баку. Али бек Зизикский во главе созданного им отряда самообороны совместно с дагестанскими отрядами Нажмуддина Гоцинского, с целью освобождения города и его мусульманского населения, повели наступления на город, дошли до Баладжаро-Хырдаланской линии обороны, в первом же бою нанесли поражения большевистско-дашнакским войскам и начали подготовку к окончательному штурму города. Но, с приходом в Баку по Каспию из Астрахани подкрепления — дополнительных войск большевиков — соотношение сил на фронте резко изменилось и отряды Али бека Зизикского и Нажмуддина Гоцинского вынуждены были отступить перед превосходящими силами Красной Армии.
В апреле 1918 года Бакинский Совет организовал контрнаступление на Кубу, и 23 апреля большевистско-дашнакские отряды во главе с Давидом Геловани вошли в город. Ответным ударом отряды Али бека Зизикского и Хамдуллы Эфенди-заде освободили город от большевистско-дашнакских отрядов, даже, несмотря на пришедшее к ним подкрепление под начальством поручика Агаджаняна. На подступах к Кубе близь селения Дигях (севернее города Кубы) произошло решающее сражение с большевиками, после чего большевикам пришлось оставить Кубу. Место того сражения впоследствии назвали «Ганлы дере» («Кровавая долина»).
Для того, чтобы не дать возможность Али беку Зизикскому укрепиться в Кубинском уезде, комиссар Бакинского фронта Георгий Стуруа вызвал на подмогу из Дербента части Красной армии под командованием Ананченко. Чтобы собраться с силами, Али беку Зизикскому пришлось отойти в Дагестан в район Ахты и Курах.
Воспользовавшись отсутствием в Кубинском уезде основных сил самообороны, члены Бакинского Совета Степан Шаумян и Григорий Корганов отправляют в Кубу хорошо вооруженный отряд Амазаспа. 1 мая 1918 года отряд солдат окружил город, начал обстреливать его из пушек и пулеметов, затем с трех сторон вступил в Кубу.
Немногочисленные отряды во главе с Али беком Зизикским, Хамдуллой Эфенди-заде, Мурсал бек Шыхларским и другими видными представителями Кубинского общества давали отпор врагу в селах Дигях и Алпан, пытаясь не допустить армян в другие крупные населенные пункты уезда, но уступая им в количестве и вооружении, вынуждены были отступить.
После ухода Амазаспа из Кубы Бакинский Совет продолжал контролировать ситуацию в Кубинском уезде. Али бек Зизикский со своим отрядом вынужден был отступить в горы на территорию Дагестана, где он собрал новый отряд самообороны. В середине июля Али бек Зизикский встретился в Ахтинском районе с полковником турецкой армии Ахмедом Шюкрю паша и, в результате, совместно с 4-й дивизией Кавказской исламской армии, под командованием все того же полковника Ахмеда Шюкрю и капитана Сабри бека начали массированное наступление, взяли Кусары, а затем 2 августа 1918 года Кубу. Преследуя оставшиеся силы Красной Армии, 11 августа была взята под контроль станция Хачмас.
15 сентября 1918 года столицей Азербайджанской Демократической Республики был объявлен Баку. После переезда правительства в Баку полковник турецкой армии Мухаммед Фетхи бек стал губернатором Бакинской губернии, а Али бек Зизикский с 1 ноября 1918 го года уже в звании полковника был назначен вице-губернатором. После этого Али бек Зизикский окончательно переезжает в Баку.

### Партийная и парламентская деятельность в АДР
Принимал активное участие в общественно-политической жизни Кубинского уезда, был одним из основателей отделения религиозно-политической партии «Иттихад» («Объединение») в Кубинском уезде.
Был избран в Азербайджанский Парламент от Кубинского уезда, входил во фракцию партии «Иттихад». На I-м (апрель 1919 года) и II-м (январь 1920 года) съездах этой партии избирался членом её Центрального Комитета. Входил в финансово-бюджетную комиссию парламента.

### После установления Советской власти
После установления Советской власти в Азербайджане в апреле 1920 года Али бек Зизикский участвовал в движении сопротивления. После объявления амнистии в Кубе некоторое время легализировался, затем выехал в Иран, откуда вернулся в 1921 году.
В 1922 году был задержан в Батуми при посадке на корабль, отплывающий в Турцию. Был приговорен военным трибуналом 11-й Красной Армии в Тифлисе (Тбилиси) к расстрелу. После вмешательства Мир Джафара Багирова, председателя Чрезвычайной Комиссии (ЧК) Азербайджана, приговор не был исполнен. Али бек Зизикский вернулся в Баку и был реабилитирован. Жил в Баку, в Чемберекенде в своем доме.
28 декабря 1926 года, при отсутствии Мир Джафара Багирова в республике, Зизикский был арестован Азербайджанским отделением Государственного политического управления (ГПУ).
6 августа 1928 года признан виновным по статьям 63, 75 и 18-84 Уголовного кодекса АзССР (контрреволюционная деятельность, связь с иностранными контрреволюционными организациями) и приговорен к высшей мере наказания — расстрелу. Приговор был приведен в исполнение в ночь с 17 на 18 сентября 1929 года.
6 ноября 2002 года по Закону Азербайджанской Республики «О реабилитации жертв политических репрессий» от 15 марта 1996 года № 44-IQ Али бек Гарун бек оглу Зизикский был реабилитирован.

## Семья
Первой женой Али бека была Сайяд ханум, вторая жена — Фатима ханум (сестра известного азербайджанского адвоката Солтана Агаларова). Фатима ханум сама имела филологическое образование. Родных детей у них не было, воспитывали племянницу — Набат ханум (1911—?), приемную дочь — Гюльсум ханум (1915—?). Некоторое время младшая сестра Али бека Умра ханум после смерти отца с детских лет жила в доме у Али бека.

## Память о Зизикском
В честь Али бека Зизикского была названа улица в Губе.

## Комменатрии
1. ↑  Ныне — в Губинском районе Азербайджана.